# Georg Ludwig von Sinzendorff
Georg Ludwig, hrabia von Sinzendorff (ur. 17 stycznia 1616, zm. 14 grudnia 1681) –  austriacki polityk.
Na początku Georg Ludwig był Obersthofmeister na dworze cesarzowej Eleonory (trzeciej żony Ferdynanda III). W 1654 skarbnik Rzeszy (Reichserbschatzmeister, Hofkammerpräsident). Jego synem był Philipp Ludwig Wenzel von Sinzendorff (1671-1742).
Słynął z korupcji i chciwości. Sprzedawał urzędy i przyjmował łapówki.  19 X 1680 skazany na oddanie natychmiast  1 970 000 guldenów. Zmarł jednak zanim oddał te pieniądze.

## Literatura
- Literatur: K. Arnegger, Das Geschlecht der Sinzendorf, Dissertation, Wien 2000.